# Podvis, Smolean
Podvis (în bulgară Подвис) este un sat în comuna Smolean, regiunea Smolean,  Bulgaria. 

## Demografie
Componența etnică a satului Podvis
     Bulgari (12,23%)
     Nicio identificare (87,76%)
     Altele (0%)
La recensământul din 2011, populația satului Podvis era de 139 locuitori. Nu există o etnie majoritară, locuitorii fiind  și bulgari (12,23%). Pentru 87,76% din locuitori nu este cunoscută apartenența etnică.